# 日式烤雞串

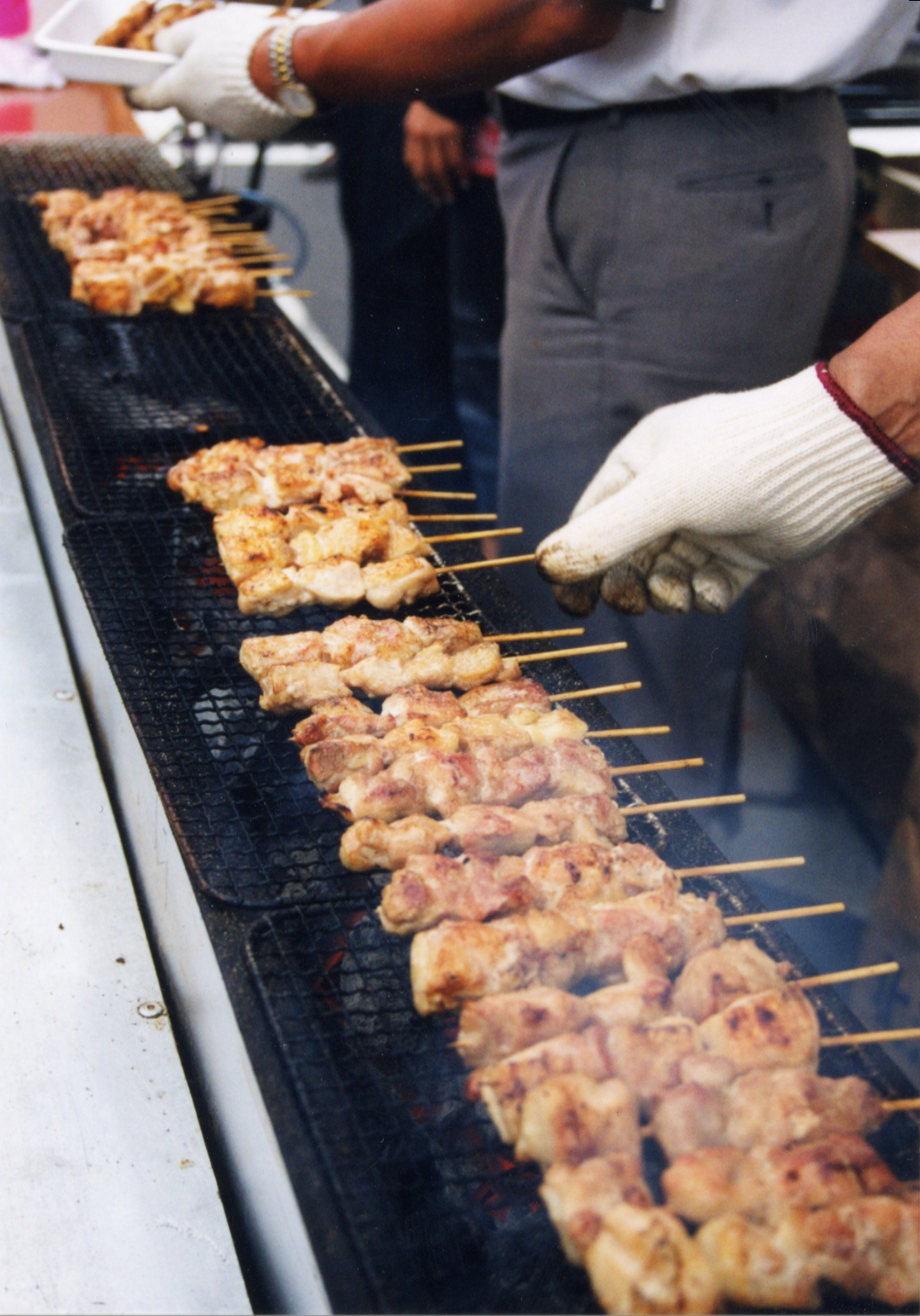
日式烤雞串

日式烤雞串（日语：／ Yakitori），是一種日式小吃。商家多直译为“烧鸟”。一般而言是以幾塊一口大小的雞肉（或雞內臟）與大蔥插在竹籤上，多以備長炭炭火烤製。日式烤雞串為相當大眾化的居酒屋小吃，現時亦有以烤雞串為主的特式專門店，超級市場亦有售新鮮或冷藏的烤雞串。

## 作法
日式烤雞串可分鹽燒和醬燒。醬燒所用的大利醬（タレ／垂れ）主要成分為味醂、清酒、豉油和糖。此外，以七味粉、黑胡椒、日本芥末等調味也相當普遍。

## 種類
在每塊雞肉塊或雞內臟之間，通常會夾上青椒、洋蔥、香菇和大蒜等配料。日本不同地區的烤雞串各具當地特色，除雞肉以外日式烤雞串的款式還包括︰
- 雞心
- 雞肝
- 雞皮
- 雞翼
- 雞尾
- 雞小腸（シロ）
- 雞軟骨（なんこつ）